# Piper hayneanum
Piper hayneanum är en pepparväxtart som beskrevs av C. Dc.. Piper hayneanum ingår i släktet Piper och familjen pepparväxter. Inga underarter finns listade i Catalogue of Life.